# Mercersville (Maryland)
Mercersville es un lugar designado por el censo ubicado en el condado de Washington en el estado estadounidense de Maryland. En el Censo de 2010 tenía una población de 130 habitantes y una densidad poblacional de 155,4 personas por km².

## Geografía
Mercersville se encuentra ubicado en las coordenadas 39°29′57″N 77°45′57″O / 39.49917, -77.76583. Según la Oficina del Censo de los Estados Unidos, Mercersville tiene una superficie total de 0.84 km², de la cual 0.84 km² corresponden a tierra firme y (0%) 0 km² es agua.

## Demografía
Según el censo de 2010, había 130 personas residiendo en Mercersville. La densidad de población era de 155,4 hab./km². De los 130 habitantes, Mercersville estaba compuesto por el 89.23% blancos, el 4.62% eran afroamericanos, el 0% eran amerindios, el 0% eran asiáticos, el 0% eran isleños del Pacífico, el 0% eran de otras razas y el 6.15% pertenecían a dos o más razas. Del total de la población el 0.77% eran hispanos o latinos de cualquier raza.